# Coupe des îles Cook féminine de football
La Coupe des îles Cook de football féminin est une compétition de football féminin placée sous l'égide de la fédération et créée en 1999.

## Format
Les 6 clubs participants au championnat participent à la Coupe qui se déroule à la fin de la saison. Les clubs s'affrontent dans un format de coupe à élimination directe, avec des quarts de finale, des demi-finales et une finale.

## Palmarès
| Année | Vainqueur            | Score         | Finaliste            |
| ----- | -------------------- | ------------- | -------------------- |
| 1999  | Avatiu FC            | –             |                      |
| 2000  | Avatiu FC            | –             |                      |
| 2001  | Sokattack Nikao      | 1–0           | Titikaveka FC        |
| 2002  | Tupapa Maraerenga FC | 2–0           | Sokattack Nikao      |
| 2003  | Tupapa Maraerenga FC | –             | Titikaveka FC        |
| 2004  | Tupapa Maraerenga FC | 5–1           | Titikaveka FC        |
| 2005  | Tupapa Maraerenga FC | –             |                      |
| 2006  | Tupapa Maraerenga FC | 7–0           | Titikaveka FC        |
| 2007  | Puaikura FC          | –             |                      |
| 2008  | Tupapa Maraerenga FC | –             |                      |
| 2009  | Puaikura FC          | 0–0           | Titikaveka FC        |
| 2010  | Tupapa Maraerenga FC | 4–1           | Puaikura FC          |
| 2011  | Tupapa Maraerenga FC | 1–0           | Puaikura FC          |
| 2012  | Tupapa Maraerenga FC | – (tab 4-3)   | Titikaveka FC        |
| 2013  | Sokattack Nikao      | 3–0           | Tupapa Maraerenga FC |
| 2014  | Sokattack Nikao      | 2–0           | Tupapa Maraerenga FC |
| 2015  | Sokattack Nikao      | 1–1 (tab 3-1) | Tupapa Maraerenga FC |
| 2016  | Tupapa Maraerenga FC | 2–1           | Sokattack Nikao      |
| 2017  | Tupapa Maraerenga FC | 3–1           | Titikaveka FC        |
| 2018  | Titikaveka FC        | 4–1           | Tupapa Maraerenga FC |
| 2019  | Tupapa Maraerenga FC | 1–1 (tab 6-5) | Titikaveka FC        |
| 2020  | Puaikura FC          | 2–0           | Tupapa Maraerenga FC |
| 2021  | Tupapa Maraerenga FC | 3–0           | Puaikura FC          |
| 2022  | Titikaveka FC        | 1–1 (tab 4-3) | Tupapa Maraerenga FC |
| 2023  | Matavera F.C. (en)   | 1–0           | Puaikura FC          |

1. ↑  Puaikura FC vainqueur aux tirs au but

## Bilan par club
- 13 victoires : Tupapa Maraerenga FC
- 4 victoires : Sokattack Nikao
- 3 victoires : Puaikura FC
- 2 victoires : Avatiu FC, Titikaveka FC
- 1 victoire : Matavera F.C. (en)